# Dolno Količani
Dolno Količani (makedonska: Долно Количани) är en ort i Nordmakedonien. Den ligger i kommunen Studeničani, i den centrala delen av landet, 13 kilometer söder om huvudstaden Skopje. Dolno Količani ligger 545 meter över havet och antalet invånare är 1 276.